# Ectomicorriza

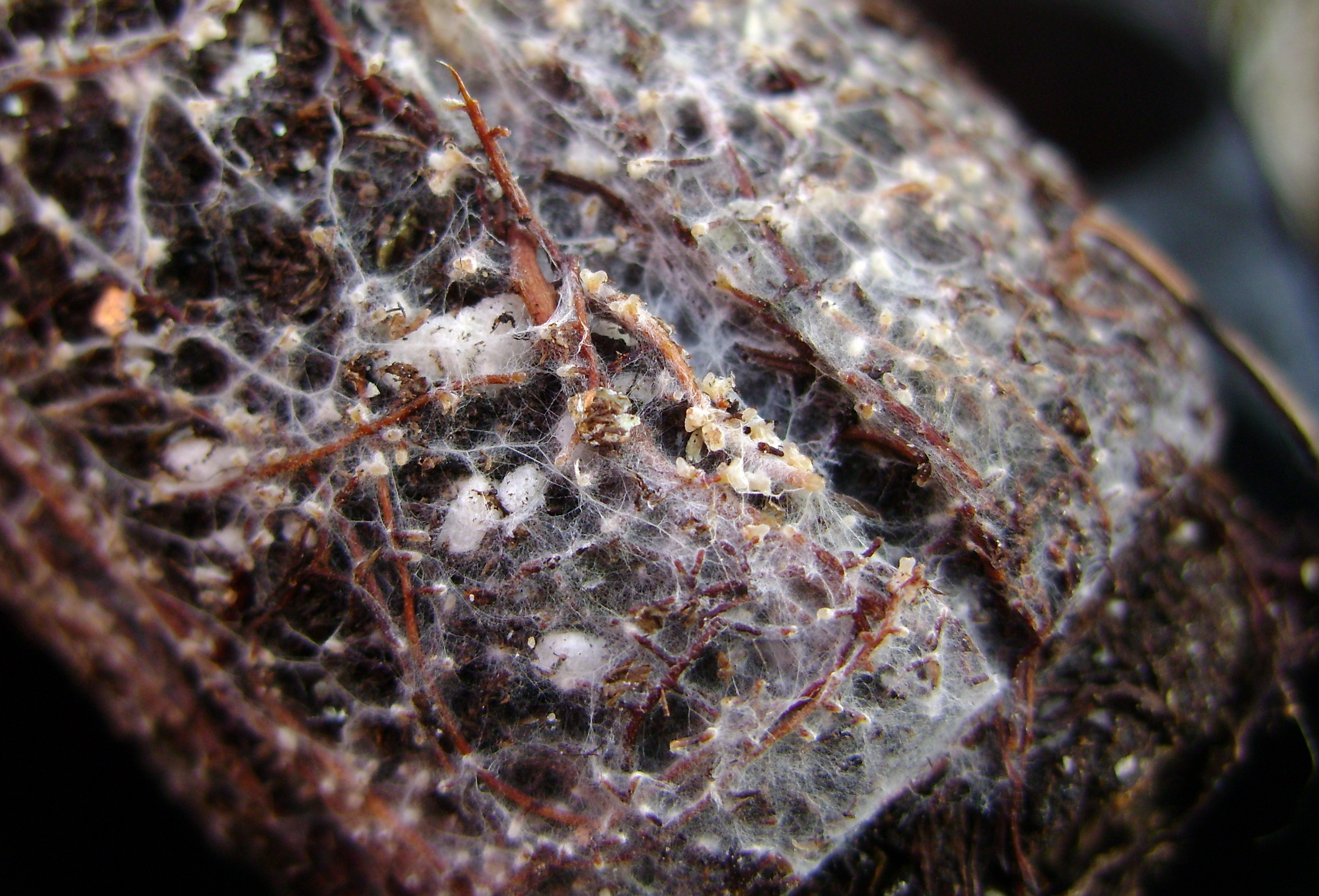
Micelio de los hongos ectomicorrízicos (blanco) asociados con las raíces del pino Picea glauca (marrón)

Una raíz ectomicorrízica (ECM) es una forma de simbiosis micorrízica que ocurre entre ciertas especies de hongos y las raíces de alrededor del 98% de las especies de plantas vasculares. Ocurre generalmente en plantas leñosas, incluidas especies de los géneros Betula, Dipterocarpus, Myrtus, Fagus, Salix, Pinus y Rosa. Se compone de tres componentes estructurales, un manto de tejido fúngico que cubre la raíz; hifas de crecimiento interno con un entramado intercelular complejo entre las células corticales y epidérmicas llamada red de Hartig; y un sistema de hifas que crecen hacia el exterior (micelio extrarradical o externo) que forma conexiones esenciales con el y los esporocarpos del hongo, lo que forma las ectomicorrizas. Este tipo de simbiosis habría aparecido en la Tierra hace unos 150 a 220 millones de años. Se diferencian de otras micorrizas porque los hongos involucrados no penetran el epitelio de las células de las raíces, sino que la red de Harting forma una interfaz completamente intercelular. Otra diferencia es que la capa de hifas que crecen alrededor de las raíces puede medir 40 µm de espesor y proyecta hifas de varios centímetros, formando una red que ayuda en la absorción de agua y nutrientes.

## Evolución
En el Devónico, hace unos 380 millones de años apareció la lignina, lo que permitió que algunas especies de plantas alcanzaran grandes dimensiones. Al descomponerse, los tejidos de estas plantas proveyeron grandes cantidades de desechos de madera.
Casi al mismo tiempo los hongos basidiomicetos y ascomicetos, que podían descomponer la lignina, se diferencian de los glomeromicetos, que ya formaban las micorrizas arbusculares. Las especies de plantas que evolucionaron para formar simbiosis con la lignina con decaimiento hongos, eran capaces de colonizar sustratos desfavorables con micorrizas arbusculares, es decir sustratos ricos en fenoles y taninos permitieron la acumulación de materia orgánica preservando esta última bacteria. Además, gracias a su capacidad para alterar los minerales (véase abajo), los hongos ectomicorrícicos permitieron la colonización de algunas rocas.
Parece que la aparición de ectomicorrizas se produjo de forma independiente con el tiempo.

## Especies de hongos involucradas

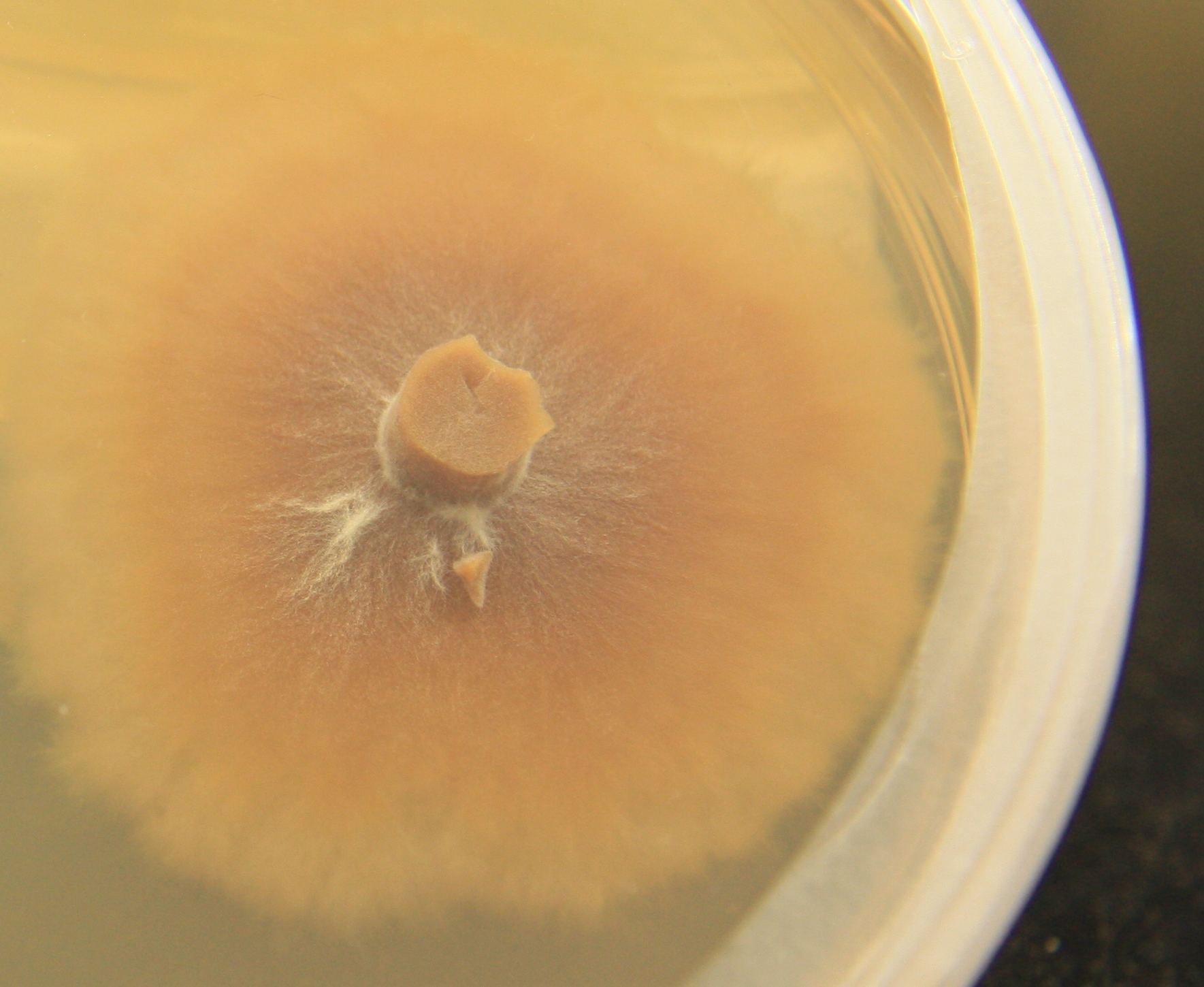
Cultivo de un níscalo o robellón (Lactarius deliciosus), un hongo ectomicorrízico, en una placa de Petri.

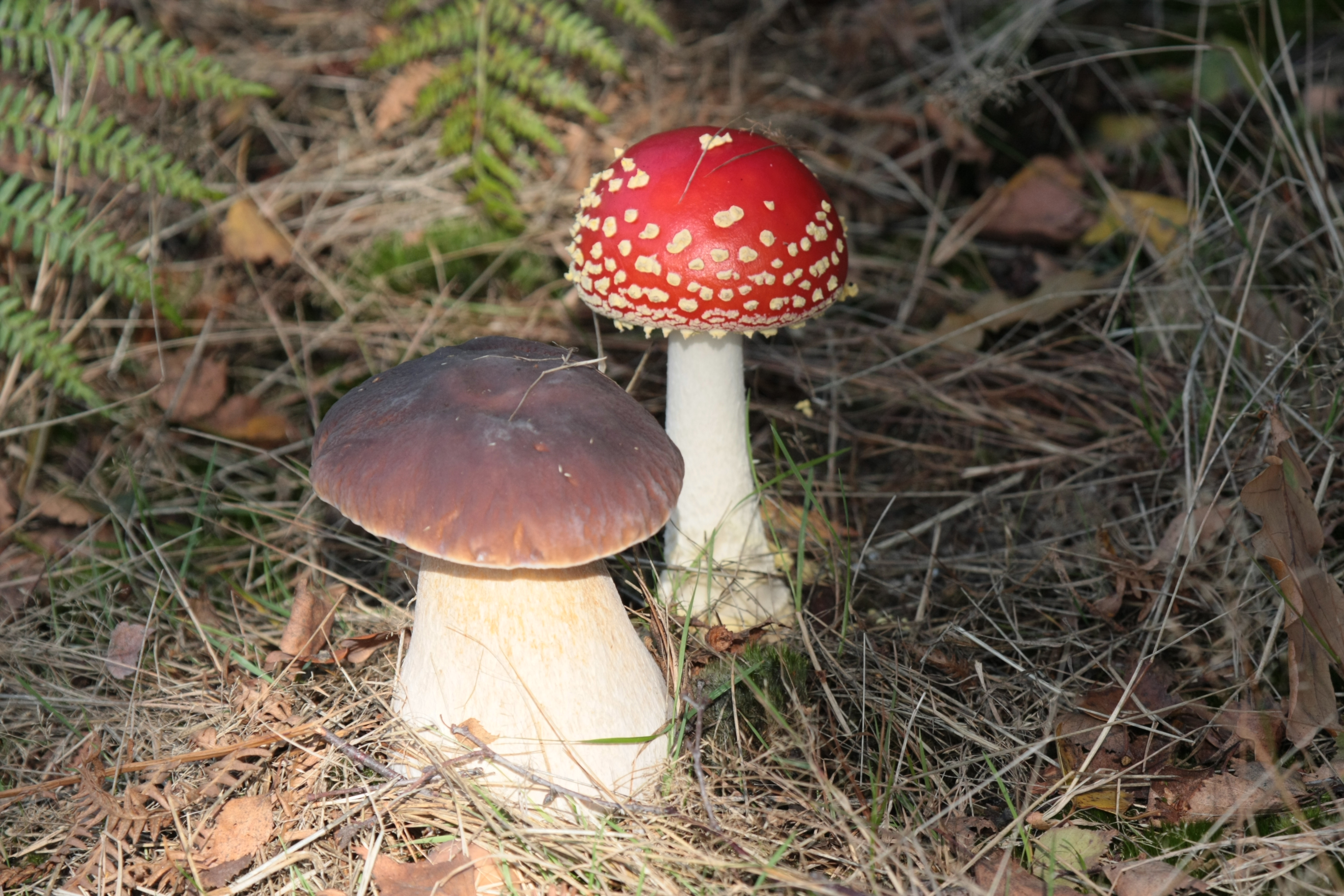
Boletus edulis, a la izquierda, y Amanita muscaria, a la derecha, dos especies de basidiomicetos que forman ectomicorrizas.

La mayoría de las especies de hongos en las asociaciones ectomicorrícicas forman parte de la división de basidiomicetos, pero hay un mayor uso de ascomicetes y algunos zygomicetos. A pesar de que las micorrizas arbusculares son la forma más común de simbiosis micorriza, el número de especies afectadas de hongos sigue siendo limitada (aproximadamente 200) en comparación con el número de especies de hongos ectomicorrícicos, que ascienden, según algunos autores, a decenas de miles, distribuidos en unos pocos cientos de géneros.·. El número exacto, sin embargo, sigue siendo difícil de medir, por lo que es en gran medida incierto.·
En contraste con los hongos arbusculares, que aún no han tenido éxito en cultivo axénico, algunas especies de hongos ectomicorrízicos son fáciles de cultivar. Este es particularmente el caso de Boletus, Amanita y Lacaria. Otros géneros, como Tuber (las trufas) y Lactarius, son más difíciles de cultivar, mientras que con otros se sigue sin poder conseguirlo.

## Especies de plantas involucradas

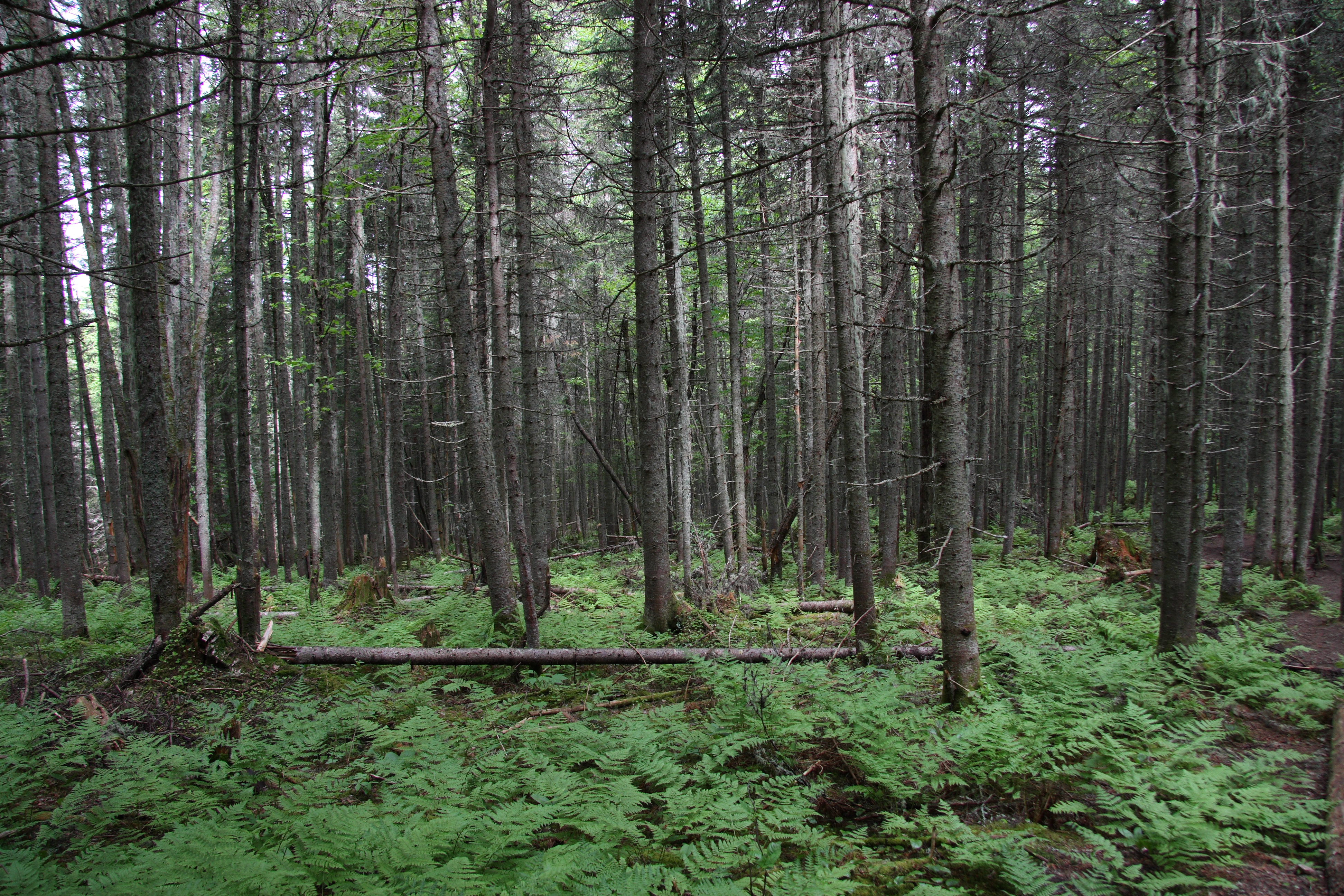
Maleza en un bosquecillo de abeto balsámico (Abies balsamea), en el Parque Nacional Jacques Cartier, en Quebec.

La mayoría de las especies de plantas cuyas raíces forman asociaciones ectomicorrícicas son plantas leñosas, principalmente gimnospermas y angiospermas. Hay aproximadamente 8000, que es poco en comparación con la diversidad de plantas que forman las micorrizas arbusculares. La mayoría de ellos se distribuyen entre Pinaceae, Araucariaceae, Cupressaceae, Gnetaceae, Polygonaceae, Nyctaginaceae, Myrtaceae, Salicaceae, Fabaceae, y Malvales.

## Características

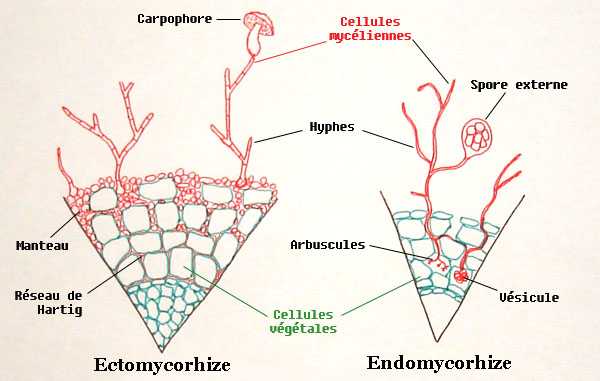
Los dos tipos principales de micorrizas: endomicorrizas y ectomicorrizas en vistas de sección muy esquemática.

Como su nombre indica, la simbiosis ectomicorrízica no implica el ingreso de ningún micelio dentro de las células de la raíz de la planta. Las hifas del hongo forman un manto alrededor de las raicillas y penetran entre las células corticales de este último para formar la red de Hartig. Esta red constituye el lugar de intercambio entre la planta, que proporciona carbono orgánico, y el hongo, que proporciona diversos nutrientes tales como nitrógeno y fósforo.

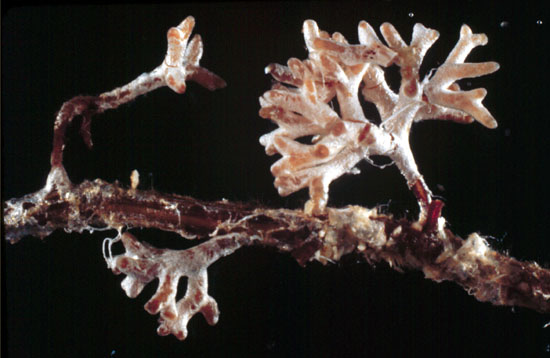
Raíces de pinos (Pinus radiata) colonizadas por hongo matamoscas (Amanita muscaria) se observan las mangas por hongos (blanco).

A diferencia de las hifas de los hongos micorrícicos, que son cénocytiques sifones (citoplasma común a muchos  núcleos no están separados), las hifas de los hongos ectomicorrícicos se reparten. Esta característica ofrece las ventajas que se detallan a continuación en la sección Características fisiológicas.
Las raíces ectomicorrizas son morfológicamente diferentes de las raíces no ectomicorrícicas. En primer lugar, la producción de pelo es inhibida. La efectividad de estas estructuras es ampliamente superada por la del micelio. En segundo lugar, la corteza es hipertrófica, lo que aumenta el espacio disponible para la red Hartig. En tercer lugar, como se puede ver en la foto, las raíces se ramifican más y su crecimiento longitudinal es menor.

## Ecología
La naturaleza y la composición del suelo afectan la micorrización, que también puede contribuir a la movilización y las transferencias horizontales y verticales de radionúcleidos (incluido cesio-137 de lluvia de Chernobyl).

## Características fisiológicas
Las ectomicorrizas desempeñan varias funciones en la zona inmediata a las raíces, y por estas razones son esenciales en muchos ecosistemas.
Al secretar una variedad de compuestos, la matriz extracelular de los hongos ectomicorrízicos modifica las características fisicoquímicas en la denominada región del suelo ectomicorrizosfera. Estos cambios incluyen la absorción de nutrientes y la resistencia a patógenos. Los efectos en la planta también pueden ser indirectos. De hecho, ciertas micorrizas juegan un papel selectivo en la composición de la flora de la rizosfera, es decir, los microorganismos que viven en la zona de influencia de la raíz. Estos microorganismos pueden desempeñar ciertas funciones, como contribuir a la disolución de la roca mediante la secreción de ácidos orgánicos.

### Absorción de nutrientes
Los hongos ectomicorrizas son capaces de degradar directamente la materia orgánica para obtener nitrógeno en forma de aminoácidos. Esto es posible gracias a la secreción de varias enzimas con objetivos específicos. Por ejemplo, glicosidasas contribuyen a la hidrólisis del celulosa y la hemicelulosa, las fosfatasas ácidas contribuyen a la degradación de los compuestos que contienen fósforo y las quitinasas contribuyen a la hidrólisis de quitina.
Las ectomicorrizas también juegan un papel importante en la absorción de minerales como el fósforo y el potasio. Se ha demostrado que los hongos ectomicorrízicos pueden disolver la roca para extraer los minerales y hacerlos accesibles a las raíces. Secretando ácidos orgánicos como ácido oxálico, l ácido cítrico y ácido succínico, sería posible para varias especies de hongos ectomicorrícicos solubilizar los minerales de cuarzo  apatitas, la biotita y feldespato.

### Suministro de agua
En los bosques, las hifas de los hongos ectomicorrízicos forman una red imponente que une varios árboles. Esta red, que es muy ramificada, no solo tiene una importante relación superficie-volumen, sino que permite intercambios entre individuos. El agua puede viajar de zonas húmedas a zonas secas para ser absorbida por las plantas de micorrizas que se encuentran allí.
Por otra parte, y este es también el caso de las endomicorrizas, el cierre de estomas es más rápido en las plantas micorrizadas, lo que permite una mejor resistencia al estrés hídrico.

### Resistencia al estrés ambiental
Varias especies de plantas que forman ectomicorrizas viven en suelos ácidos, terreno desfavorable para las raíces no micorrizadas. De hecho, a un pH ácido, el aluminio, el hierro y el manganeso pueden volverse muy solubles y tóxicos para las plantas. Se ha demostrado que algunos hongos ectomicorrícicos secretan sideróforos y ácidos hidroxámicos: ferricrocino ferricromo, y catecolatos. Estas moléculas tienen la capacidad de quelar algunos metales, entre ellos los tres mencionados anteriormente, es decir, el hierro, el aluminio y manganeso. Esto no sólo protege el secuestro de la planta ectomycorhizées envenenamiento por estos metales, sino también a prevenir la lixiviación de estos. Esto es importante ya que el hierro y el manganeso son  elementos esenciales para el crecimiento de las plantas.

## Clasificación morfológica
Voiry, de la Estación de Investigación sobre Suelos Forestales y Fertilización (CNRF) de Champenoux en 1981 propuso una clasificación morfológica de ectomicorrizas (para el roble y el Haya común en su caso) en tres tipos, que parecen corresponder a grupos de especies y que podrían tener diferente importancia trófica.

## Distribución
Las ectomicorrizas están presentes en todos los continentes, principalmente en las zonas climáticas subárticas, templadas y  mediterráneas. , en bosques boreales y mezclados.
Parece ser que las condiciones edáficas son factores importantes en la distribución de los hongos, además de las condiciones climáticas.